# Rudolph Jürgens

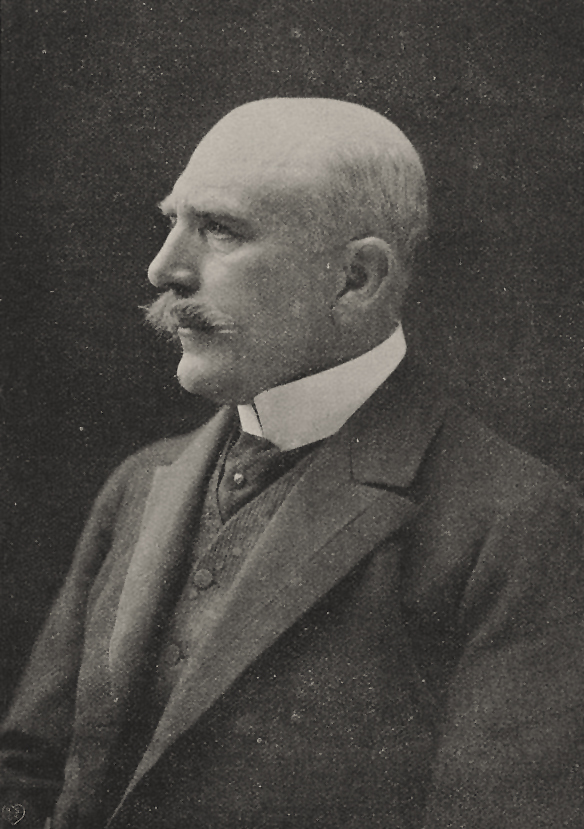
Gartenbau-Ingenieur Rudolf Jürgens aus Hamburg, Schöpfer der Gesamtanlagen in der Gartenbau-Ausstellung in Düsseldorf 1904

Rudolph Philipp Christian Jürgens (* 17. Juli 1850 in Nienstedten; † 2. Juni 1930 in Hamburg) war ein Gartenbauingenieur, Landschaftsgärtner und Kaufmann.

## Leben und Wirken
Rudolph Jürgens, der Sohn des Landschaftsgärtners Friedrich Joachim Christian Jürgens (1825–1903), wurde in Nienstedten geboren, wo der Vater drei Jahre zuvor einen Gartenbaubetrieb mit einer Baumschule erworben hatte, an den heute die dortige Jürgensallee erinnert. Kurz nach seiner Geburt übersiedelte die Familie nach Ottensen, an die heutige Elbchaussee, wohin auch die väterliche Gärtnerei verlegt worden war.
Nach der Schulzeit ließ sich Jürgens zum Landschaftsarchitekten ausbilden und ging anschließend nach England, um seine gärtnerischen Kenntnisse zu erweitern. Es ist nicht auszuschließen, dass er dort bei dem Rhododendron-Züchter Anthony Waterer in Knaphill arbeitete, da seine spätere Ehefrau eine geborene „Waterer“ war und der einzige Sohn „Anthony Waterer-Jürgens“ hieß. Zurück in Deutschland, unterstützte er seinen Vater bei der Ausrichtung der „Internationalen Gartenbau-Ausstellung zu Hamburg 1869“, die im September auf dem Stintfang stattfand. Danach war er in der väterlichen Gärtnerei tätig und übernahm kurzzeitig deren Leitung. Friedrich Jürgens, der als zweiter Bürgermeister eine politische Aufgabe übernommen hatte, übergab den Gartenbaubetrieb 1876 seinem Sohn und behielt nur die in Nienstedten verbliebene Baumschule. Noch ein Jahr danach war Rudolph Jürgens im „Altonaischen Adressbuch für 1877“ als General-Agent f[ür] Fisch=Guano mit Verweis auf die väterliche Firma eingetragen. Erst ab 1878 firmierte er selbstständig als Ingenieur f[ür] Gartenbau. Schriftstücke signierte er mit Rud. Jürgens oder R. Jürgens. In dieser Zeit erschienen im „Monatsblatt für Gartenbau in den Herzogthümern Schleswig und Holstein“ seine ersten Artikel über praktischen Gartenbau.

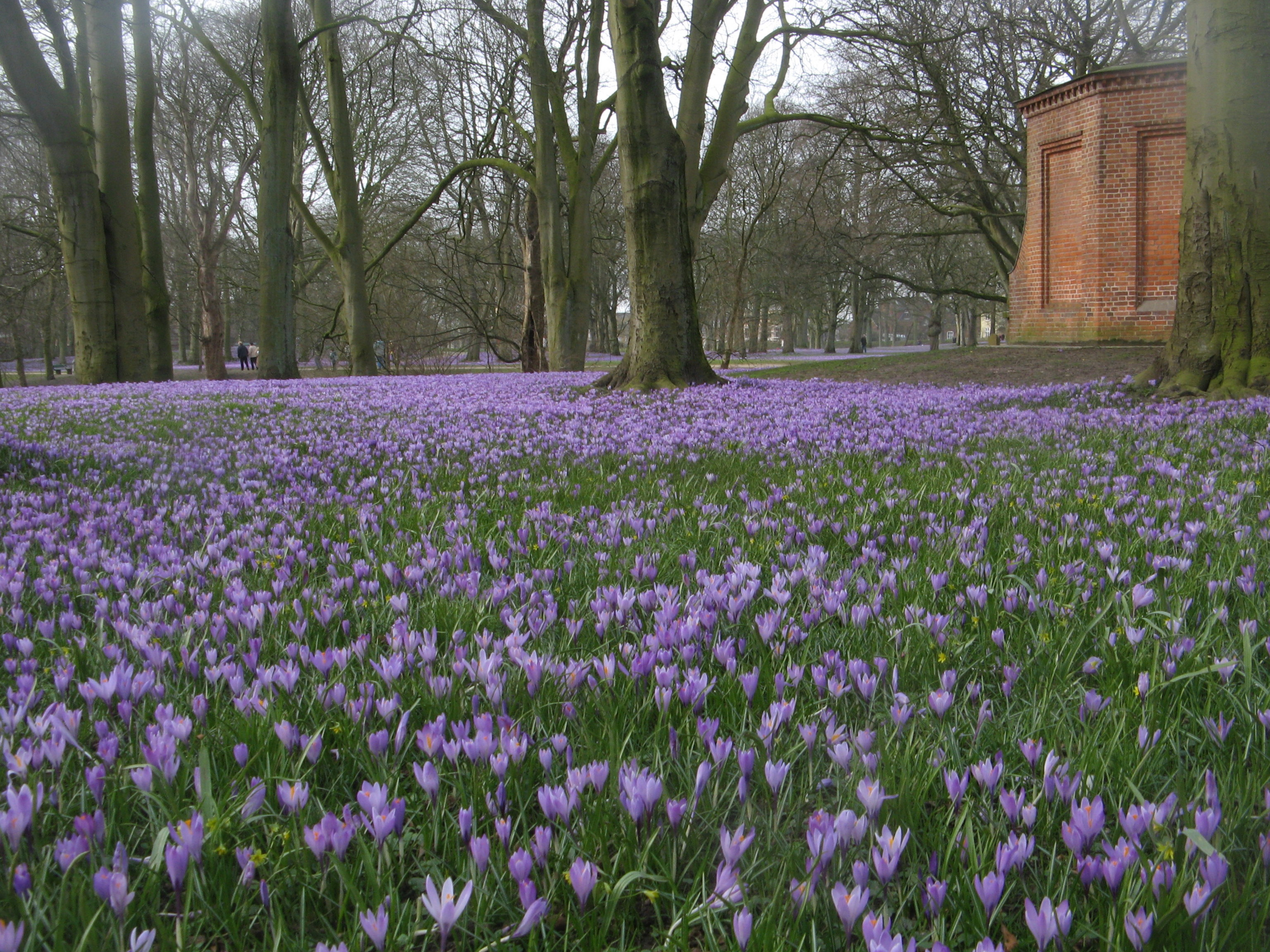
Schlosspark Husum, 1878 angelegt

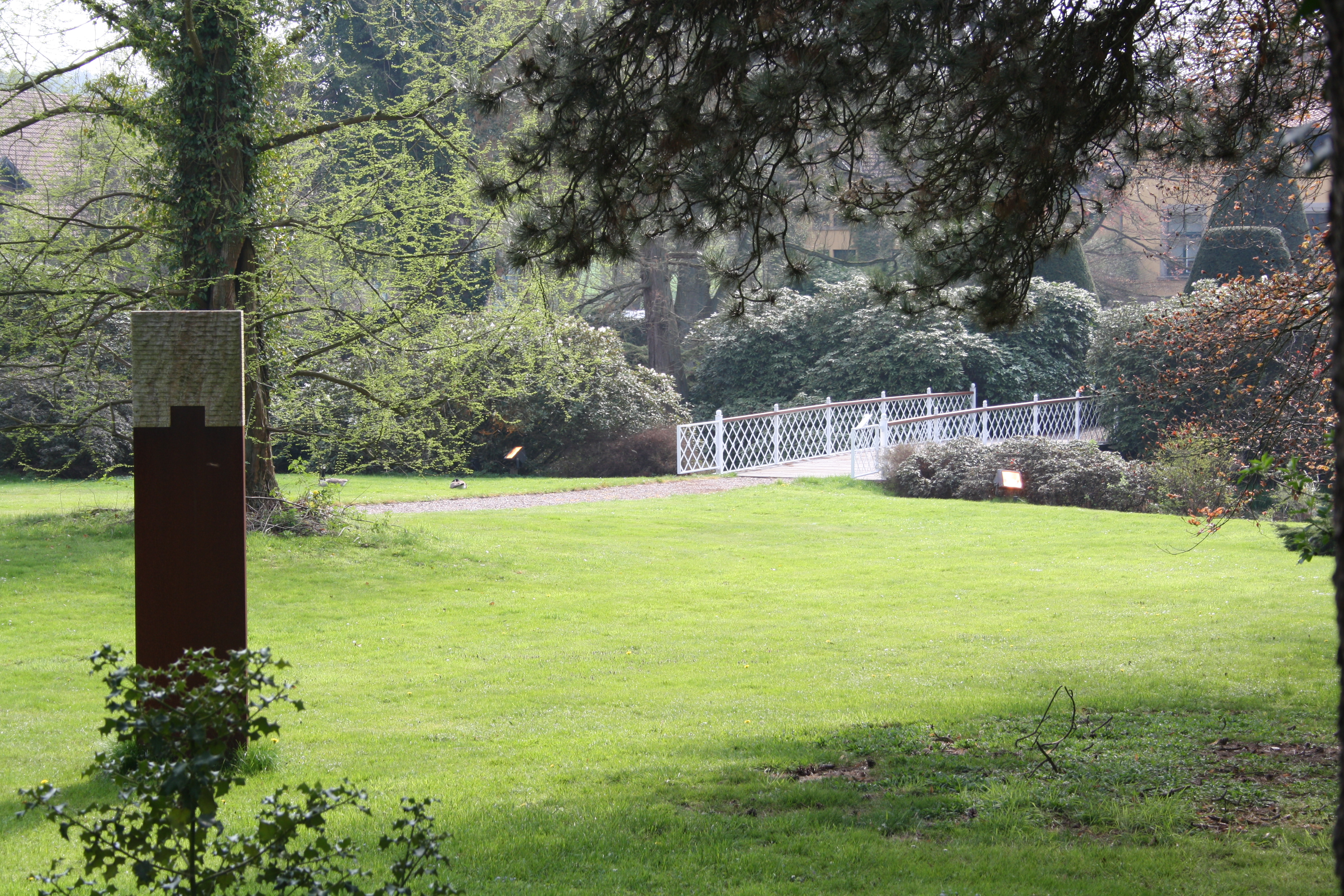
Gutspark Böckel, in den 1890er-Jahren von Jürgens gestaltet

1878 nahm Rudolph Jürgens erfolgreich am Wettbewerb zur Umwandlung des Husumer Schlossparks in einen Stadtpark teil und gestaltete das Areal des „Großen Gartens“ nach dem Vorbild Englischer Landschaftsgärten. 1881 beauftragte ihn das „Altonaische Unterstützungs-Institut“ (AUI) mit der Überformung des verwahrlosten ehemaligen Rainville-Gartens am Ottensener Elbufer. In den späten 1890er-Jahren legte er ein Wegenetz zur Erschließung von Teilen des Falkensteins an und plante nach 1898 den Konzertplatz gegenüber dem Kurhaus im Bad Oldesloer Kurpark.
Neben der Gestaltung größerer Parkanlagen übernahm Jürgens den Entwurf und die Ausführung des Bau von Pferderennbahnen. 1891 wurden die ersten Rennen auf der von ihm errichteten Bahn in Hamburg-Groß Borstel gelaufen. 1893/94 übernahm er die Landschaftsplanung für die als Hindernis- oder Jagdrennen konzipierte und 1945 für den Trabrennsport umgestaltete Bahn in Karlshorst. 1897 wurde die Galopprennbahn in München-Riem eröffnet. Im September 1898 wurden die ersten Rennen auf der neu errichteten Bahn in Köln-Weidenpesch gelaufen.
Als 1897 die „Allgemeine Gartenbau-Ausstellung“ auf den alten Wallanlagen zwischen Millerntor und Holstentor mit Teilnehmern aus dem In- und Ausland stattfand, übernahm Rudolph Jürgens die Gesamtleitung. „Die aus Anlass des 60-jährigen Bestehens des Gartenbauvereins ausgerichtete Schau übertraf durch Ausdehnung (20 Hektar), Dauer (Mai bis Okt.) und Umfang (Freilandschau und sechs Hallensonderschauen) nicht nur alle Erwartungen, sondern auch die einst von Vater Jürgens geleitete Gartenschau am Stintfang.“ Nach diesem überwältigenden Erfolg wirkte er 1904 an der „Internationalen Kunst-, Kunsthistorischen und Großen Gartenbau-Ausstellung“ in Düsseldorf mit und erhielt in Anerkennung seiner Verdienste den Roten Adlerorden IV. Klasse. 1907/08 war er Sachverständiger bei der Ausschreibung des Wettbewerbs für den neuen Stadtpark Hamburg und gehörte dem Preisgericht an.
Nach dem Vorbild der naturnahen Gestaltungsform englischer Landschaftsgärten schuf Rudolph Jürgens nicht nur öffentliche Anlagen, sondern auch zahlreiche private Gärten und Parks. Seine Gestaltungsprinzipien publizierte er im Mai 1886 in der „Allgemeinen konservativen Monatsschrift für das christliche Deutschland“ unter dem Titel „Praktische und ästhetische Anforderungen an neue landschaftliche Anlagen“. Zu den privaten Auftraggebern gehörten unter anderem Mitglieder der Familie Koenig. Für den Zuckerfabrikanten Leopold Koenig hatte Jürgens den Garten der späteren Villa Hammerschmidt in Bonn angelegt, woraufhin er in den 1890er-Jahren auch für dessen Sohn Carl Koenig auf Gut Böckel im heutigen Rödinghauser Ortsteil Bieren tätig wurde. Weitere Gartenanlagen gestaltete Jürgens für die Bankiersfamilie Warburg („Mittelweg-Warburgs“) am Kösterberg in Blankenese, für die Kaufleute Heinrich Alfred Michahelles und Johann Hinrich Garrels am Elbuferwanderweg, für den Kaffeegroßkaufmann Georg Friedrich Stucken („Haus Stucken“) am Falkenstein in Blankenese und für die Familie Jenisch auf deren Gut in Blumendorf. Aufträge nach 1900 kamen von den Kaufleuten und Bankiers Hermann und Albert Münchmeyer in Rissen, die östlich („Luusbarg“) und westlich des Wittenbergener Wegs auf den 1906 erworbenen Grundstücken ihre Sommerhäuser errichten ließen. Ebenso für Gustav Adolph Vorwerk (1839–1919), der das „Haupthaus“ auf dem Familienanwesen an der Elbchaussee in Klein Flottbek bewohnte. Auch die Gartenanlagen des Grundstücks Inselstraße 19–22 für den Bankier Arthur Salomonsohn auf Schwanenwerder in Berlin gestaltete Jürgens. Nachdem der Immobilienkaufmann Arnold Hertz (1874–1945) Ländereien zwischen Billetal und Sachsenwald erworben hatte, beauftragte er Jürgens 1910 mit der Gestaltung des Areals am Gut Forellenau in Witzhave. 1914 gestaltete Jürgens den etwa 10 ha großen, heute noch weitgehend original erhaltenen Park für den belgischen Kaufmann George Fester in Wentorf, heute Woods Art Institut, Golfstrasse 5. Zudem arbeitete der „Landschafter“ Jürgens für den Reeder George Henry Lütgens am Landhaus Tannenhöft in Großhansdorf, das seit 1948 vom Institut für Forstgenetik und Forstpflanzenzüchtung der Bundesforschungsanstalt für Forst- und Holzwirtschaft (BFH) genutzt wird sowie für den Industriellen und Mitinhaber der Borsig-Werke Ernst Borsig, der 1913 den heute als Gartendenkmal geschützten Villengarten des Landhauses Borsig auf der Halbinsel Reiherwerder in Berlin-Tegel anlegen ließ.
Nach dem Ersten Weltkrieg gab Rudolph Jürgens die gärtnerischen Tätigkeiten weitgehend auf und lebte bis zu seinem Tod in der 1908 bezogenen Villa am Harvestehuder Weg. Im Juni 1930 verstarb er fast 80-jährig an den Folgen eines Unfalls.

## Veröffentlichungen
- Praktische und ästhetische Anforderungen an neue landschaftliche Anlagen. In: Neubert's deutsches Garten-Magazin. 39. Jahrgang, München 1886, S. 204–210 (TU Berlin, Deutsche Gartenbaubibliothek, Periodika), (Schluß) S. 236–240 (TU Berlin, Deutsche Gartenbaubibliothek, Periodika)